# Прагматий
Прагматий (умер в 520) — святой епископ Отёнский. День памяти — 22 ноября.
Святой Прагматий (Pragmatius), или Прагнаций (Pragnacius), или Прагмас (Pragmace), или Прагмат (Pragmat), или Прагнас (Pragnace) был епископом Отёнским. Он старался уберечь епархию от горьких раздоров, последовавших из-за вражды между претендентами на франкский престол в начале VI века. Друг святых Сидония Аполлинария и Авита Вьеннского, святой Прагматий участвовал по крайней мере в одном из соборов того времени.